# Embalse Gouin
El embalse Gouin (del francés: Réservoir Gouin); (en inglés: Gouin Reservoir) es un embalse artificial de Canadá localizado en la parte central de la provincia de Quebec, totalmente dentro de los límites de la Ciudad de La Tuque. No es un cuerpo contiguo de agua, si no el nombre colectivo que se usa para una serie de lagos conectados separados por innumerables bahías, penínsulas, e islas con formas muy irregulares. En consecuencia, tiene una línea costera relativamente larga, de más de 5600 km (excluyendo las islas), en comparación con su superficie de 1.570 km². Es la fuente del río Saint-Maurice.
La presa Gouin tiene una altura de 26 m y una longitud de 502 m.  El embalse debe su nombre a Jean Lomer Gouin, que fue primer ministro de Quebec, cuando, en 1918, la Shawinigan Water & Power Company inundó el embalse para su desarrollo hidroeléctrico. El embalse Gouin no tiene estación de generación en su presa, pero se utiliza para controlar el caudal del río St-Maurice para las estaciones aguas abajo (todas operadas ahora por Hydro-Québec). (En el embalse hay solo una pequeña central hidroeléctrica con dos turbinas de cada 300 kW para regular el caudal).
No hay carreteras pavimentadas que se dirijan hacia el embalse Gouin, pero es accesible por varios caminos forestales pavimentados y por avioneta. El embalse es un destino popular de pesca con numerosos proveedores comerciales privados de equipo y de casas de campo a lo largo de sus costas.
La pequeña comunidad atikamekw de Obedjiwan está situada en la orilla norte del embalse.

## Fauna
Las principales especies de peces presentes en el lago son la lucioperca, el lucio y sauger.
En la región también hay muchas aves acuáticas, como el ánade sombrío americano (Anas rubripes), ánade real (Anas platyrhynchos), pato aliverde  (Anas crecca), el porrón acollarado (Aythya collaris), pollo de agua común (Mergus merganser), pato de cresta (Lophodytes cucullatus), common Goldeneye (Bucephala clangula), porrón coronado (Bucephala albeola), colimbo grande (Gavia immer), barnacla canadiense (Branta canadensis) y águila americana (Haliaeetus leucocephalus).